# آلفين سيمز
آلفين سيمز (18 أكتوبر 1974 في الولايات المتحدة - ) هو لاعب كرة سلة أمريكي في مركز مدافع مسدد الهدف. لعب مع فينيكس صنز وكواد سيتي ثندر.

## وصلات خارجية
- آلفين سيمز على موقع إن بي أي (الإنجليزية)
- آلفين سيمز على موقع سبورتس رفرنس (الإنجليزية)
- آلفين سيمز على موقع كرة السلة الأوروبية.كوم (الإنجليزية)
- آلفين سيمز على موقع كلية كرة السلة في سبورتس رفرنس.كوم (الإنجليزية)
- آلفين سيمز على موقع ريلجم (الإنجليزية)
- آلفين سيمز على موقع بروبوليرز (الإنجليزية)
- آلفين سيمز على موقع سبورتس رفرنس (الإنجليزية)